# Gonzalo Barriga
Gonzalo Felipe Barriga Ahumada (Santiago, Región Metropolitana de Santiago, Chile, 21 de julio de 1984) es un exfutbolista chileno que jugaba de mediocampista. Además de haber ejercido como futbolista profesional, es titulado en Ingeniería en Recursos Humanos en DuocUC.

## Trayectoria
Tuvo un paso por las divisiones inferiores de Colo-Colo a los 13 años, debiendo dejar el club por lo lejano de los traslados para ir a entrenar.
Luego de terminar su carrera profesional de ingeniero en el DuocUC, fue descubierto jugando en el Provincial Chacabuco de una liga amateur de Santiago de Chile por el holandés Jorrit Smink, por aquel tiempo director técnico de Deportes Melipilla, quien lo convence de ir a su club para jugar de manera profesional, debutando el 2009 en la Primera B con 24 años.
Tras el descenso de su club, parte junto con su técnico, Emiliano Astorga, a Unión La Calera donde en su primera temporada obtendría el ascenso a la división de honor para luego lograr una histórica campañas en el equipo cementero llegando a semifinales del torneo. Luego de destacar en la liga local ficharía por Unión Española donde sería una de las figuras del equipo en la Copa Libertadores 2012.
Finalizado el año 2012 vuelve a cambiar de equipo, esta vez ficha por O'Higgins de Rancagua donde obtendría dos históricos títulos para su equipo siendo parte importante de ambos, luego a mediados del 2014 por diferencias con su equipo parte a préstamo a Santiago Wanderers donde se reencontraría con Emiliano Astorga y saldría subcampeón del Torneo de Apertura 2014. A mediados de 2015 regresa a O'Higgins club dueño de su pase.

## Selección nacional
Ha sido internacional con la Selección de fútbol de Chile en un partido amistoso frente a Costa Rica, jugando solo 45 minutos.

### Partidos internacionales
| Partidos internacionales | Partidos internacionales | Partidos internacionales                            | Partidos internacionales | Partidos internacionales | Partidos internacionales | Partidos internacionales | Partidos internacionales | Partidos internacionales | Partidos internacionales |
| N.º                      | Fecha                    | Estadio                                             | Local                    | Resultado                | Visitante                | Goles                    | Asistencias              | DT                       | Competición              |
| ------------------------ | ------------------------ | --------------------------------------------------- | ------------------------ | ------------------------ | ------------------------ | ------------------------ | ------------------------ | ------------------------ | ------------------------ |
| 1                        | 22 de enero de 2014      | Estadio Francisco Sánchez Rumoroso, Coquimbo, Chile | Chile                    | 4-0                      | Costa Rica               |                          |                          | Jorge Sampaoli           | Amistoso                 |
| Total                    | Total                    | Total                                               | Presencias               | 1                        | Goles                    | 0                        |                          |                          |                          |

| Selección chilena | Selección chilena | Selección chilena |
| Año               | Partidos          | Goles             |
| ----------------- | ----------------- | ----------------- |
| 2014              | 1                 | 0                 |
| Total             | 1                 | 0                 |

## Estadísticas

### Clubes
| Deportes Melipilla · Chile                                                                       |               |               |     |    |    |    |    |     |     |    |
| 2.ª                                                                                              | 2009-A        | 15            | 0   | 1  | 0  | -- | -- | 16  | 0   |    |
| 2.ª                                                                                              | 2009-C        | 9             | 1   | 1  | 0  | -- | -- | 10  | 1   |    |
| Total club                                                                                       | Total club    | 24            | 1   | 2  | 0  | -- | -- | 26  | 1   |    |
| Unión La Calera · Chile                                                                          |               |               |     |    |    |    |    |     |     |    |
| 2.ª                                                                                              | 2010          | 26            | 6   | 6  | 0  | -- | -- | 32  | 6   |    |
| 1.ª                                                                                              | 2011-A        | 21            | 1   | -- | -- | -- | -- | 21  | 1   |    |
| Total club                                                                                       | Total club    | 47            | 7   | 6  | 0  | -- | -- | 53  | 7   |    |
| Unión Española · Chile                                                                           |               |               |     |    |    |    |    |     |     |    |
| 1.ª                                                                                              | 2011-C        | 12            | 0   | 4  | 0  | -- | -- | 16  | 0   |    |
| 1.ª                                                                                              | 2012-A        | 8             | 3   | -- | -- | 6  | 1  | 14  | 4   |    |
| 1.ª                                                                                              | 2012-C        | 20            | 2   | 5  | 3  | -- | -- | 14  | 3   |    |
| Total club                                                                                       | Total club    | 40            | 5   | 9  | 3  | 6  | 1  | 55  | 8   |    |
| O'Higgins · Chile                                                                                |               |               |     |    |    |    |    |     |     |    |
| 1.ª                                                                                              | 2013-T        | 15            | 4   | 2  | 0  | -- | -- | 17  | 4   |    |
| 1.ª                                                                                              | 2013-A        | 17            | 1   | 9  | 2  | -- | -- | 26  | 3   |    |
| 1.ª                                                                                              | 2014-C        | 8             | 0   | 1  | 0  | 6  | 0  | 15  | 0   |    |
| 1.ª                                                                                              | 2015-A        | 12            | 0   | 5  | 0  | 0  | 0  | 17  | 0   |    |
| 1.ª                                                                                              | 2016-C        | 9             | 0   | 0  | 0  | 0  | 0  | 9   | 0   |    |
| 1.ª                                                                                              | 2016-A        | 7             | 1   | 4  | 0  | 2  | 0  | 13  | 1   |    |
| 1.ª                                                                                              | 2017-C        | 9             | 0   | 0  | 0  | 1  | 0  | 10  | 0   |    |
| Total club                                                                                       | Total club    | 75            | 6   | 21 | 2  | 9  | 0  | 105 | 8   |    |
| Santiago Wanderers · Chile                                                                       |               |               |     |    |    |    |    |     |     |    |
| 1.ª                                                                                              | 2014-A        | 21            | 1   | 3  | 1  | -- | -- | 24  | 2   |    |
| 1.ª                                                                                              | 2015-C        | 12            | 1   | -- | -- | -- | -- | 12  | 1   |    |
| Total club                                                                                       | Total club    | 33            | 2   | 3  | 1  | -- | -- | 36  | 3   |    |
| Deportes Antofagasta · Chile                                                                     |               |               |     |    |    |    |    |     |     |    |
| 1.ª                                                                                              | 2017-T        | 1             | 0   | 3  | 0  | -- | -- | 4   | 0   |    |
| Total club                                                                                       | Total club    | 1             | 0   | 3  | 0  | -- | -- | 4   | 0   |    |
| Total carrera                                                                                    | Total carrera | Total carrera | 222 | 21 | 44 | 6  | 15 | 1   | 281 | 28 |
| (1) Incluye datos de Copa Chile y Supercopa de Chile. (2) Incluye datos de la Copa Libertadores. |               |               |     |    |    |    |    |     |     |    |

## Palmarés

### Campeonatos nacionales
| Título             | Club      | País  | Año    |
| ------------------ | --------- | ----- | ------ |
| Primera División   | O'Higgins | Chile | 2013-A |
| Supercopa de Chile | O'Higgins | Chile | 2014   |

### Distinciones individuales
| Distinción                    | Año    |
| ----------------------------- | ------ |
| Mejor Volante Izquierdo SIFUP | 2013-T |
| Medalla Santa Cruz de Triana  | 2014   |